# Renzo Zambrano
Renzo José Zambrano (Aragua de Maturín, 26 agosto 1994) è un calciatore venezuelano, centrocampista svincolato.

## Carriera

### Club
Cresciuto nel settore giovanile dei Monagas, ha disputato tre stagioni con la squadra venezuelana, prima di trasferirsi nel 2014 al Deportivo Lara, con cui firma un biennale. Il 13 luglio 2015, dopo essersi svincolato, firma un contratto di un anno con opzione con il Real Valladolid. Il 22 agosto 2017 passa ai Portland Timbers 2.

### Nazionale
Convocato per la prima volta con la nazionale venezuelana il 2 novembre 2016, ha esordito con la Vinotinto il 10 novembre, nella partita di qualificazione al Mondiale 2018 vinto 5-0 contro la Bolivia.

## Statistiche

### Cronologia presenze e reti in nazionale
| Cronologia completa delle presenze e delle reti in nazionale ― Venezuela | Cronologia completa delle presenze e delle reti in nazionale ― Venezuela | Cronologia completa delle presenze e delle reti in nazionale ― Venezuela | Cronologia completa delle presenze e delle reti in nazionale ― Venezuela | Cronologia completa delle presenze e delle reti in nazionale ― Venezuela | Cronologia completa delle presenze e delle reti in nazionale ― Venezuela | Cronologia completa delle presenze e delle reti in nazionale ― Venezuela | Cronologia completa delle presenze e delle reti in nazionale ― Venezuela |
| Data                                                                     | Città                                                                    | In casa                                                                  | Risultato                                                                | Ospiti                                                                   | Competizione                                                             | Reti                                                                     | Note                                                                     |
| ------------------------------------------------------------------------ | ------------------------------------------------------------------------ | ------------------------------------------------------------------------ | ------------------------------------------------------------------------ | ------------------------------------------------------------------------ | ------------------------------------------------------------------------ | ------------------------------------------------------------------------ | ------------------------------------------------------------------------ |
| 10-11-2016                                                               | Maturín                                                                  | Venezuela                                                                | 5 – 0                                                                    | Bolivia                                                                  | Qual. Mondiali 2018                                                      | -                                                                        |                                                                          |
| 15-11-2016                                                               | Quito                                                                    | Ecuador                                                                  | 3 – 0                                                                    | Venezuela                                                                | Qual. Mondiali 2018                                                      | -                                                                        |                                                                          |
| 29-3-2017                                                                | Macul                                                                    | Cile                                                                     | 3 – 1                                                                    | Venezuela                                                                | Qual. Mondiali 2018                                                      | -                                                                        |                                                                          |
| 1-6-2019                                                                 | Miami                                                                    | Ecuador                                                                  | 1 – 1                                                                    | Venezuela                                                                | Amichevole                                                               | -                                                                        | 66’                                                                      |
| 19-11-2019                                                               | Suita                                                                    | Giappone                                                                 | 1 – 4                                                                    | Venezuela                                                                | Amichevole                                                               | -                                                                        | 82’                                                                      |
| Totale                                                                   |                                                                          | Presenze                                                                 | 5                                                                        |                                                                          | Reti                                                                     | 0                                                                        |                                                                          |

## Palmarès
- Campionato armeno: 1

P'yownik: 2021-2022
- USL Championship: 1

Phoenix Rising: 2023